# Philip De Witt Ginder

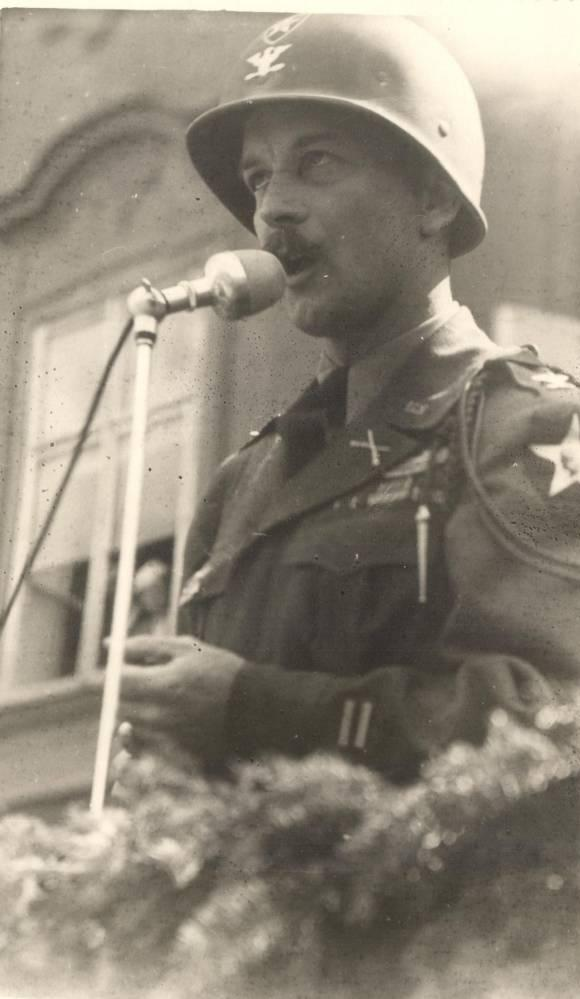
Philip De Witt Ginder als Oberst

Philip De Witt Ginder (* 19. September 1905 in Plainfield, New Jersey; † 7. November 1968 in New York City, New York) war ein Generalmajor der United States Army. Er kommandierte unter anderem die 5. US-Armee.
Philip Ginder war der Sohn von Grant D. Ginder und dessen Frau Emma Edith Troxell. Er wuchs in Scranton in Pennsylvania auf, wo er die öffentlichen Schulen einschließlich der High School besuchte. In den Jahren 1923 bis 1927 durchlief er die United States Military Academy in West Point. Nach seiner Graduation wurde er als Leutnant der Infanterie zugeteilt. In der Armee durchlief er anschließend alle Offiziersränge bis zum Generalmajor.
In seinen jüngeren Jahren absolvierte er den für Offiziere in den niederen Rangstufen üblichen Dienst in verschiedenen Einheiten und Standorten. Er war unter anderem auf Hawaii und den Philippinen stationiert. Er absolvierte den Infantry Officer Course und war auch als Stabsoffizier bei verschiedenen Einheiten tätig.
Während des Zweiten Weltkriegs war er zunächst Stabsoffizier für Personal (G1) bei der 4. Armee. Später kommandierte er ein der 9. Infanteriedivision unterstelltes Regiment, mit dem er Anfang Juni 1944 an der Operation Neptune, die Teil der Alliierten Landung in der Normandie war, teilnahm. In der Folge stieß sein offenbar schlechter Führungsstil auf Kritik, was zu seiner Abberufung führte. Trotzdem erhielt er später ein weiteres Kommando über ein Regiment der 8. Infanteriedivision. Mit dieser Einheit nahm er unter anderem an der Schlacht im Hürtgenwald teil. Dabei zeichnete er sich durch seinen persönlichen mutigen Einsatz aus. Gegen Ende des Kriegs kommandierte er das 9. Infanterieregiment, das durch Deutschland bis in die Tschechoslowakei vordrang.
Nach dem Krieg absolvierte Philip Ginder das National War College, ehe er für einige Zeit nach Asien versetzt wurde, wo er dem Stab von Douglas MacArthur angehörte. In den Jahren 1951 und 1952 kommandierte er das in Berlin stationierte 6. Infanterieregiment. 1953 übernahm er das Kommando über die 45. Infanteriedivision, mit der er am Koreakrieg teilnahm. Im Jahr 1954 übernahm er für einige Monate das Kommando über die in Fort Riley stationierte 37. Infanteriedivision. Von Juni 1954 bis März 1955 war er als Nachfolger von Thomas Leonard Harrold Kommandeur der 10. Gebirgsdivision. Nachdem er sein Kommando an George E. Martin abgetreten hatte, wurde Ginder für einige Monate kommissarischer Kommandeur der 5. Armee. Anschließend war er Generalstabsoffizier beim Chief of Staff of the Army. Dort war er in der Abteilung für militärische Reserven und die Nationalgarden tätig. Sein letztes militärisches Amt bekleidete er bis zu seinem Eintritt in den Ruhestand im Jahr 1959 als stellvertretender Kommandeur der 1. Armee.
In seinem Ruhestand engagierte sich Philip Ginder als Geschäftsmann. Er war Vorstandsmitglied verschiedener Firmen und Präsident einer brasilianisch-amerikanischen Handelsfirma. Der zweimal verheiratete Offizier starb am 7. November 1968 in New York City und wurde auf dem Friedhof der Militärakademie in West Point beigesetzt.

## Orden und Auszeichnungen
Philip Ginder erhielt im Lauf seiner militärischen Laufbahn unter anderem folgende Auszeichnungen:
- Distinguished Service Cross
- Army Distinguished Service Medal
- Silver Star
- Legion of Merit
- Bronze Star Medal
- Purple Heart
- American Defense Service Medal
- American Campaign Medal
- European-African-Middle Eastern Campaign Medal
- World War II Victory Medal
- Army of Occupation Medal
- National Defense Service Medal
- Korean Service Medal
- Orden der Ehrenlegion (Frankreich)
- Croix de Guerre (Frankreich)
- Orden des Weißen Löwen (Tschechoslowakei)
- Tschechoslowakisches Kriegskreuz 1939
- Philippine Legion of Honor (Philippinen)
- Order of Military Merit (Südkorea)
- Orden des Vaterländischen Krieges (Sowjetunion)
- United Nations Korea Medal
- Presidential Unit Citation
- Republic of Korea Presidential Unit Citation (Südkorea)
- Combat Infantryman Badge